# آبشار آبتاف
آبشار آبتاف ( آوتاف ) بابازید یکی از آبشارهای فصلی لرستان در ۲ کیلومتری شمال شهر پلدختر است که در منطقه آبتاف روستای بابازید قرار دارد. این آبشار بر سر راه پلدختر به خرم‌آباد قرار دارد و از طریق جادهٔ فرعی به طول ۴۰۰ متر قابل دسترسی است.
آبشار آبتاف دارای دو آبگیر در بالا می‌باشد که در فصل بارندگی پس از پر شدن از آب به آبگیری که در پایین قرار دارد، سرازیر می‌شود و پس از طی مسافت ۵۰۰ متر به رودخانه کشکان می‌پیوندد.